# 塞略奧爾卡山 (奇保-科拉科拉)
14°30′42″S 73°32′55″W / 14.51167°S 73.54861°W
塞略奧爾卡山（Q'illu Urqu），是秘魯的山峰，位於該國中南部阿亞庫喬大區，由奇保區和科拉科拉區負責管轄，屬於安地斯山脈的一部分，海拔高度4,600米。